# Bagra Peak
Der Bagra Peak (englisch; bulgarisch връх Багра wrach Bagra) ist ein 2100 m hoher Berg im westantarktischen Ellsworthland. Im südöstlichen Abschnitt der Sentinel Range im Ellsworthgebirge ragt er als eine Erhebung der Petvar Heights 3,52 km nordöstlich des Mount Landolt, 14,35 km südlich des Mount Benson, 8,41 km westlich des Long Peak und 7,12 km nördlich des Miller Peak auf. Der Kornicker-Gletscher liegt nordwestlich, der Rasbojna-Gletscher nordöstlich und der Drama-Gletscher östlich von ihm.
US-amerikanische Wissenschaftler kartierten ihn 1988. Die bulgarische Kommission für Antarktische Geographische Namen benannte ihn 2011 nach der bulgarischen Ortschaft Bagra im Süden Bulgariens.